# Pyla (geslacht)
Pyla is een geslacht van vlinders van de familie snuitmotten (Pyralidae), uit de onderfamilie Phycitinae.

## Soorten
- P. aeneela Hulst, 1895
- P. aeneoviridella Ragonot, 1887
- P. aenigmatica Heinrich, 1956
- P. aequivoca Heinrich, 1956
- P. arenaeola Balogh & Wilterding, 1998
- P. criddlella Dyar, 1907
- P. fasciella Barnes & McDunnough, 1917
- P. fasciolalis Hulst, 1886
- P. hypochalciella Ragonot, 1887
- P. impostor Heinrich, 1956
- P. insinuatrix Heinrich, 1956
- P. japonica Inoue, 1959
- P. manifestella Inoue, 1982
- P. metalicella Hulst, 1895
- P. nigricula Heinrich, 1956
- P. postalbidior Rothschild, 1921
- P. rainierella Dyar, 1904
- P. scintillans Grote, 1881
- P. viridisuffusella Barnes & McDunnough, 1917